# 日本海溝

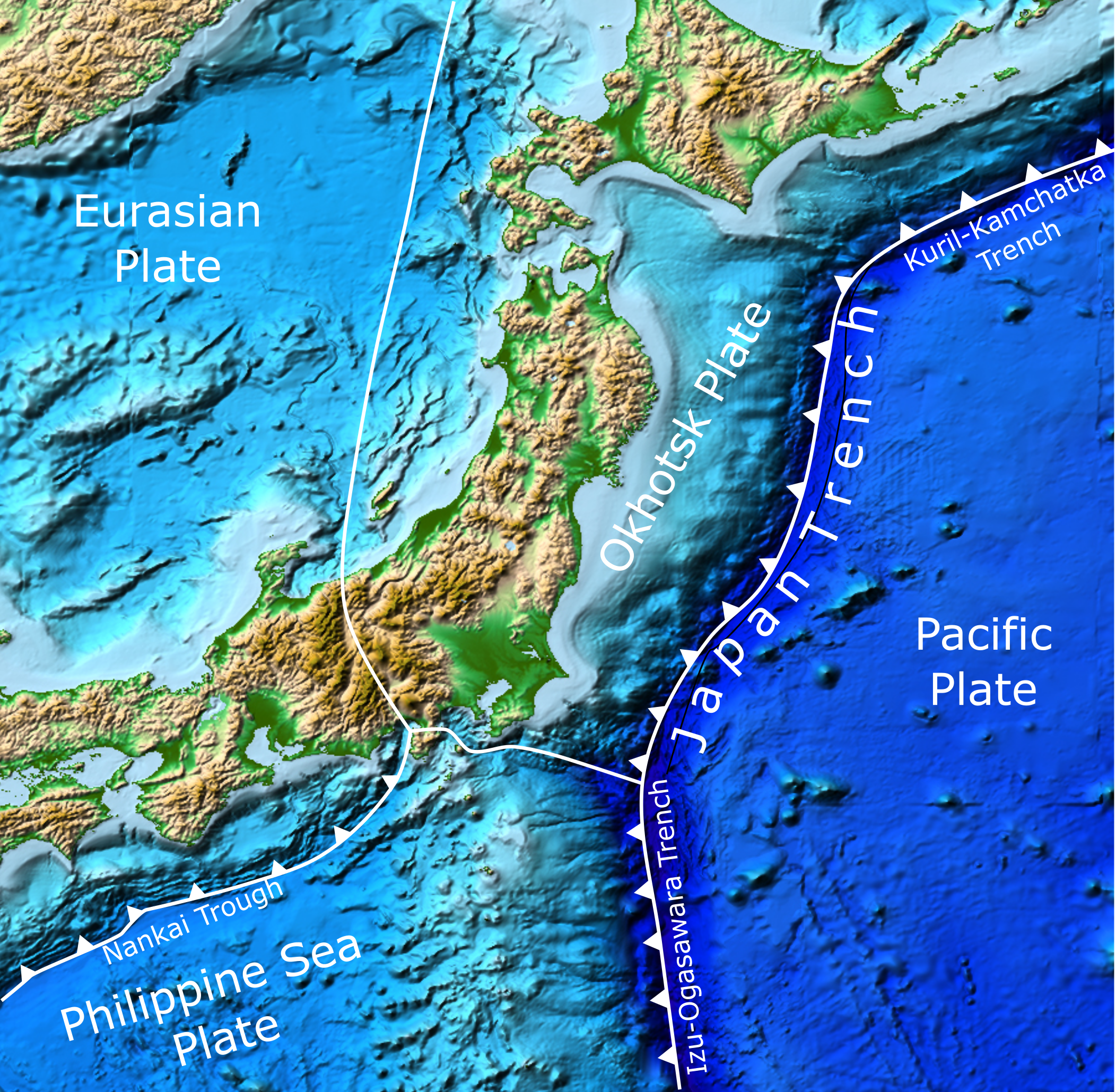
日本海溝

日本海溝（にほんかいこう、英:Japan trench）は、東日本沖の太平洋底に海岸線にほぼ並行して存在する海溝であり、襟裳海山の南から第一鹿島海山の北麓までをいう。
北は北海道の襟裳岬沖で大きく東に曲がって千島海溝へと続き、南は銚子半島沖で第一鹿島海山にぶつかり、伊豆・小笠原海溝へ続く。海底地形名称としては、第一鹿島海山―香取海山―第二鹿島海山を結ぶ線を分岐点として，北側が日本海溝，南側が伊豆・小笠原海溝と称されている。しかし、海溝の地形・地質構造の特徴は連続しており、島弧海溝系として東北日本弧の対となる海溝は，第一鹿島海山の南から茂木深海扇状地が位置する房総沖海溝会合三重点まで続く。最も深い所は8020 mで、これはシシャパンマ（標高8027 m）にも匹敵する深さである。日本の島は南鳥島を除き、全て日本海溝の西側にある。
太平洋プレートが西方向に移動し、東日本がある北アメリカプレート（オホーツクプレート）の下に沈み込む場所に形成されている。太平洋プレートは日本海溝で北アメリカプレートの下に沈み込んだ先で、フィリピン海プレートの下にさらに沈み込んでいる。

## 日本海溝における地震
日本海溝では、以下のようにたびたび海溝型の大地震が発生しており、しばしば津波も発生する。特に2011年に発生した東北地方太平洋沖地震はMw9.0を記録している。
- 青森県東方沖地震
- 三陸沖地震（三陸はるか沖地震、東北地方太平洋沖地震など）
- 岩手県沖地震
- 宮城県沖地震
- 福島県沖地震
  - 福島県東方沖地震
- 茨城県沖地震
- 房総沖地震
  - 千葉県東方沖地震

なお、東北地方太平洋沖地震では日本海溝に沿って南北約500km、東西約200kmの広範囲に渡り断層の破壊が進んだが、日本海溝と千島海溝の接続部分が現在も地震空白域となっており、この地域には約120kmの海底活断層があることからもM8規模の巨大地震の発生が懸念されている。また南方でも同様に、今回の地震で大きな破壊が起きなかった日本海溝南端部にあたる房総沖での巨大地震の発生が懸念されている。

## 学術調査

### 重力異常
1934年10月に地球物理学者の松山基範が海軍の呂五十七型潜水艦にベーニング・マイネス(Venig Meinesz)型海上重力測定装置を搭載して相模湾から日本海溝上を鋸歯状に航行し、釧路沖まで計29点の測定を実施、1935年10月に伊号第二十四潜水艦 (初代)で相模湾より小笠原諸島まで計31点の重力測定を行い、得られた結果は、1936年にエディンバラで開催された国際測地学・地球物理学連合(IUGG) 第6回総会で報告され、松山らの日本海溝における負の重力異常の発見は、国際的に高く評価された。

### バチスカーフによる調査
1958年7月、日本・フランス合同による日本海溝学術調査が行われ、潜水艇バチスカーフを用いて宮城県沖で水深3000mの深度に到達した。

## 日本海溝の生物相
第一鹿島海山の裾野でナギナタシロウリガイが確認されるなど、「日本海溝・伊豆・小笠原海溝」として生物多様性の観点から重要度の高い海域に選定されている。